# Philoxenos (indo-griechischer König)

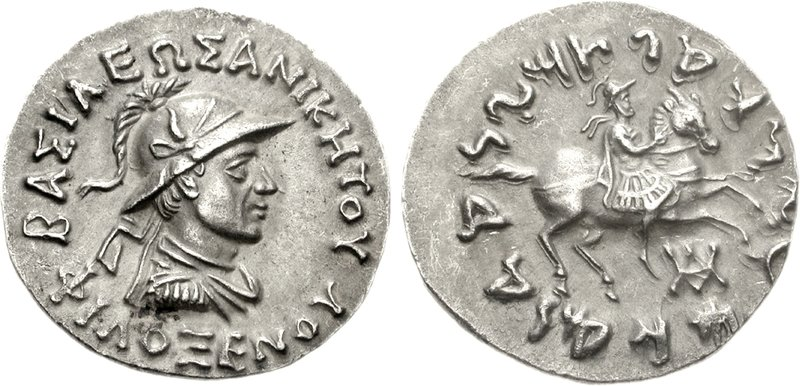
Münze des Philoxenos

Philoxenos (altgriechisch Φιλόξενος) war ein indo-griechischer König, der bisher nur von seinen Münzen bekannt ist. Nach Anzahl seiner Prägungen gehört er zu den bedeutenderen Herrschern dieser Periode. Die genaue chronologische Festsetzung seiner Regierungszeit ist in der Forschung umstritten und schwankt zwischen 130 und 90 v. Chr. Seine Münzen zeigen oftmals auf der Rückseite einen Reiter. Sie tragen auf der Vorderseite Inschriften auf Griechisch und auf der Rückseite solche auf Kharoshthi.